# Margarete Jehn

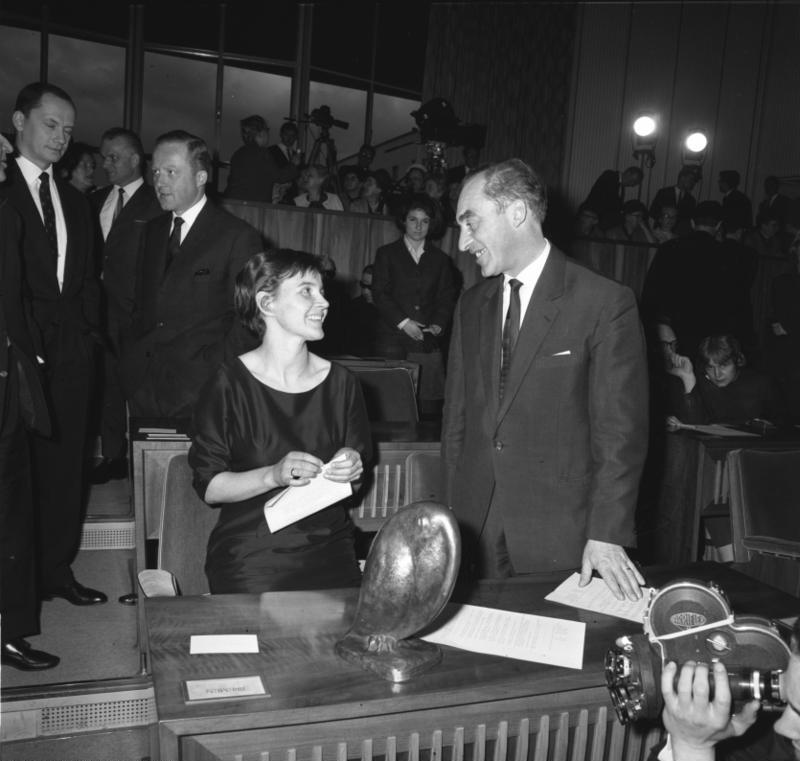
Margarete Jehn bei der Verleihung des Hörspielpreises der Kriegsblinden 1964

Margarete Jehn, geb. Rollny (* 27. Februar 1935 in Bremen; † 12. Oktober 2021), war eine deutsche Schriftstellerin und Liedermacherin.

## Leben
Margarete Jehn studierte Musik in Bremen (Violine, Gesang und Gitarre). Mit 15 Jahren schrieb sie ihren ersten Liedzyklus, Im Jahrkreis. Sie sang im Jugendchor Vegesack und lebte danach einige Zeit in Schweden. 1962 schrieb sie ihr erstes Hörspiel Der Bussard über uns, welches 1964 mit dem Hörspielpreis der Kriegsblinden ausgezeichnet wurde. Von 1968 bis 1982 war Jehn Lektorin und Übersetzerin für skandinavische Stücke beim Südwestfunk. In den 1980er Jahren trat sie mit der Folkgruppe Simplex als Sängerin und Instrumentalistin auf. Später lebte sie in Worpswede bei Bremen. Margarete Jehn starb im Oktober 2021 mit 86 Jahren.

## Auszeichnungen
- 1964 Hörspielpreis der Kriegsblinden für Der Bussard über uns.
- 1984 Preis der Autorenstiftung für Jacke.[3]
- 1985 terre des hommes-Kinderhörspielpreis für Jacke.
- 1987 terre des hommes-Kinderhörspielpreis für Assars Abenteuer im Menschenland.
- 1990 terre des hommes-Kinderhörspielpreis für Jenny Ratz und das Glück der Schweine.
- 1999 Deutscher Schallplattenpreis für Was macht die Maus im Sommer.

## Werke
Hörspiele, Fernsehspiele, Lyrik, Prosa, Lieder, Kinderlieder, Übersetzungen aus dem Schwedischen und Dänischen. Bekannteste Arbeiten für Kinder und Jugendliche: Charly-Geschichten (Papa, Charly hat gesagt…); Lieder im Autorenverlag Worpsweder Musikwerkstatt und in Liedsammlungen anderer Verlage in Deutschland, Österreich, Dänemark und der Schweiz.
Margarete Jehn führte ab 1984 gemeinsam mit Wolfgang Jehn – und später auch mit den beiden Söhnen Nicolas und David – den Autorenverlag Worpsweder Musikwerkstatt. Sie richtete Musikseminare für Lehrer und Erzieher aus, gab Liederbücher, Liederhefte und CDs heraus. Sie sang, komponierte und schrieb.

## Hörspiele
- 1962: Der Bussard über uns – Regie: Peter Schulze-Rohr (Hörspiel – Südwestfunk/NDR)
- 1965: Der Bussard über uns – Regie: Fritz Göhler (Hörspiel – Rundfunk der DDR)
- 1973: Mit mir nich', Hansi – Regie: Hartmut Kirste, mit Angelica Hurwicz und Dirk Dautzenberg (Hörspiel – Südwestfunk)